# Jim Barton
James Barton (3 de março de 1956) é um velejador estadunidense, medalhista olímpico. Ele competiu nos Jogos Olímpicos de Verão de 1996 na classe Soling e conquistou a medalha de bronze, ao lado de Jeff Madrigali e Kent Massey. Dois anos antes, a tripulação também conquistou o bronze no Campeonato Mundial em Helsinque.